# 無雙直傳英信流
無雙直傳英信流 (むそうじきでんえいしんりゅう, Musō Jikiden Eishin-ryū）是江户时代由长谷川秀信创立的武术流派。在土佐和信州继承。它也被称为长谷川英信流。

## 歷代宗家
無雙直傳英信流正統會宗家（谷村派）
- 創始人 林崎甚勘源重信
- 第二代 田宮平兵衛業正（田宫流创始人）

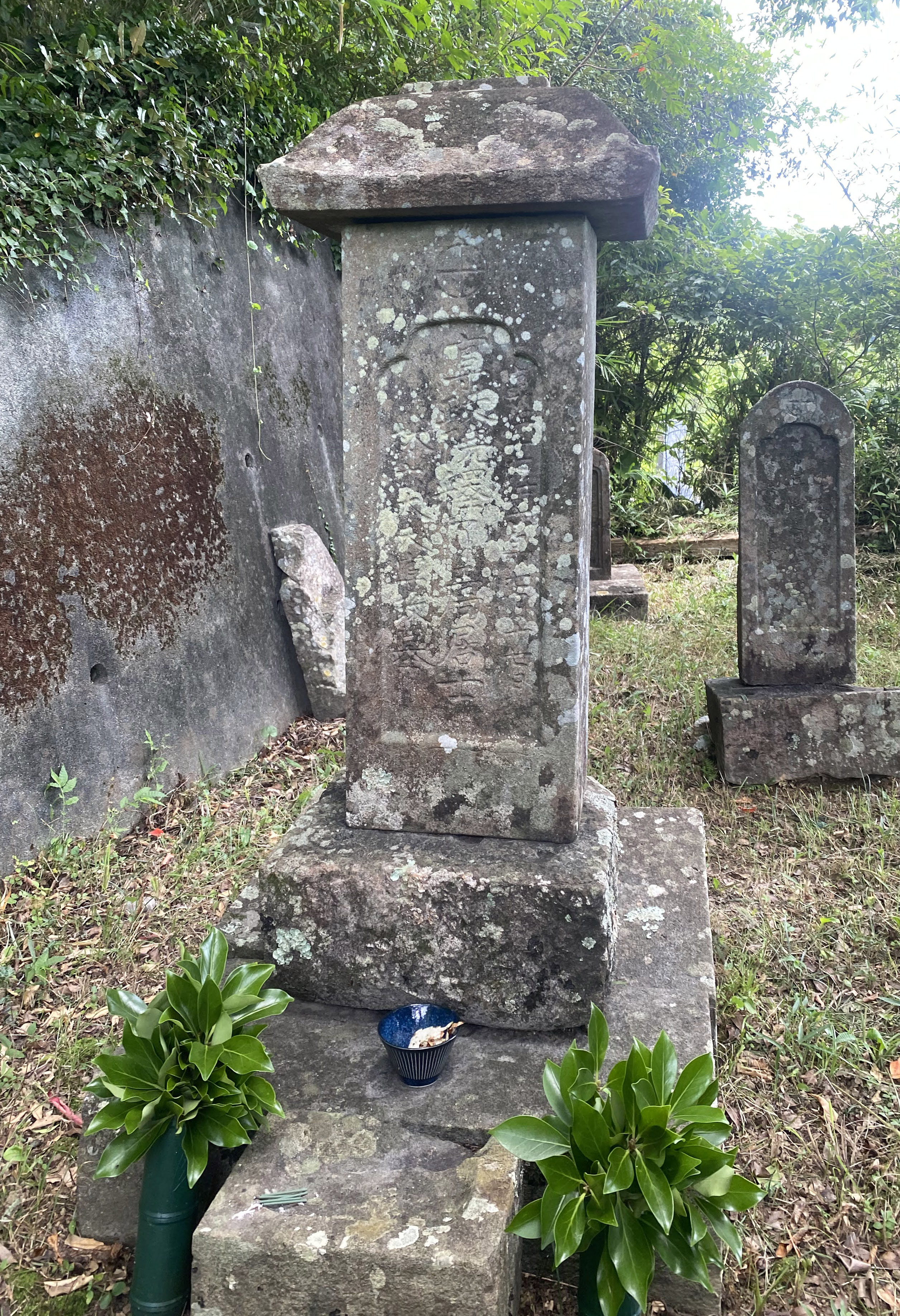
林六太夫守政的墓

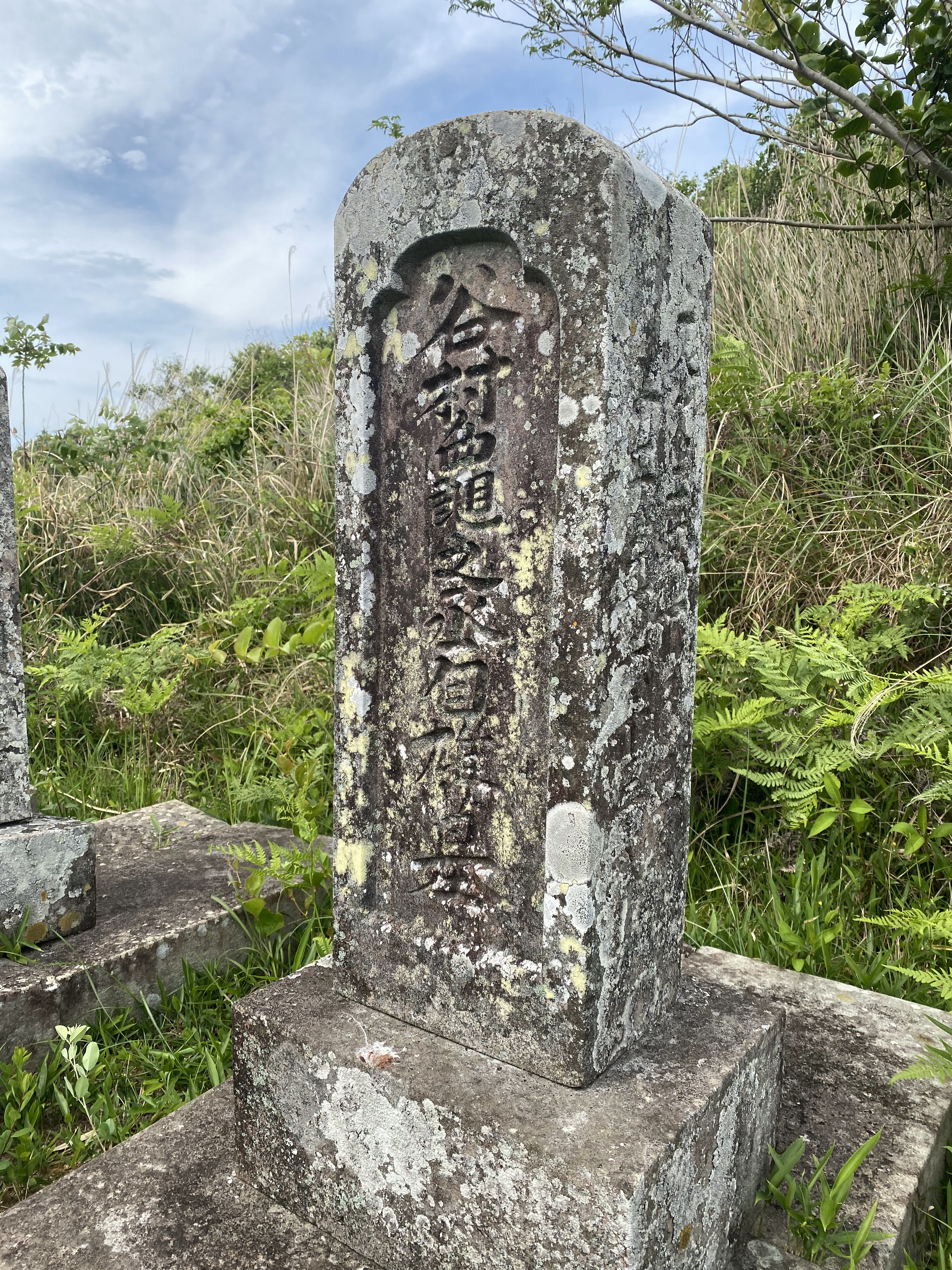
谷村龜之焏自雄的墓

- 第三代 長野無樂入道槿露齋（無乐流创始人）
- 第四代 百百軍兵衛尉光重
- 第五代 蟻川正左衛門宗續
- 第六代 萬野團右衛門信定
- 第七代（流祖）長谷川主税助英信 （1719歿）
- 第八代 荒井勢哲清信（也分支到信州）
- 第九代 林六太夫守政 （生卒年：1663-1732）被引入土佐国
- 第十代 林安太夫政詡（生卒年： 1687-1776 ，繼承當家： 1732-1776） *林六太夫守政的养女婿。事实上，他是医生安田道玄（本名：池田陳年）的次子。
- 第十一代 大黑元右衛門清勝（生卒年：1726-1796年，繼承當家： 1776-1796）
- 第十二代 林益之丞政誠 （生卒年：1756-1816）* 林六太夫守政的孙子
- 第十三代 依田萬藏敬勝（生卒年：1767-1809）*早于第十二代去世。
- 第十四代 林彌太夫政敬（生卒年：-1850，繼承當家： 1809～ 1844）
- 第十五代 谷村龜之焏自雄（生卒年： 1800-1862，繼承當家：1844-1862）*板垣退助祖母的弟弟
- 第十六代 五藤孫兵衛正亮（生卒年： 1835-1898年，繼承當家： 1862（公認：1893） -1898）
- 第十七代 大江正路子敬（生卒年：1852-1927，繼承當家：1903-1921）
- 第十八代 穂岐山波雄（生卒年：1891-1935，繼承當家：1921-1935）
- 第十九代 福井春政鐵骨（生卒年:1884-1971，繼承當家：1935-1950）
- 第二十代 河野稔百鍊（生卒年:1898-1974，繼承當家:1950年-1974）大阪 創設全日本居合道聯盟
- 第二十一代 福井虎雄聖山（岐阜）（1974～2007）
- 第二十二代 池田隆聖昂（大阪）（1992-2019）
- 第二十三代 福井正孝將人（岐阜）（2012-）

其他流派
- 山內丰健（土佐藩主山内家后裔）师从大江正路学习谷村流，被称为山内派。
- 中山博道師從森本兔久身学習无双直传英信流（英信流谷村派），並與细川义昌学習無双神傳英信流（英信流下村派），之後创立了夢想神傳流。
- 其他还有學習大江派的英信流，之後自立派系的例子。
- 第二十代 竹嶋壽雄（土佐直傳英信流）、山越正樹（山内派）。
- 第二十一代 包括平井一蓮阿字齋（大日本居合道联盟）、清水俊充（日本居合道联盟）。
- 第二十二代 包含平井明夫（大日本居合联盟）、利水幸雄（日本居合联盟）。
- 第二十三代 包含江坂靜巖（正統正流無雙直傳英信流居合道国際聯盟）、福嶋阿正齋（大日本居合道联盟）、清水壽浩（日本居合道联盟）。

由于宗派分裂等原因，有好幾代當家是自封的，而傳統上真正的当家，是由上一任当家所任命的，並會传承當家所持有的太刀及卷轴。